# Gaius Iulius Verus Maximus

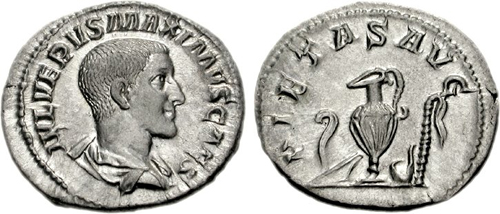
Dinar cu Gaius Iulius Verus Maximus

Gaius Iulius Verus Maximus (n. 216 d.Hr. – d. 10 mai 238 d.Hr., Aquileia, Italia), uneori numit greșit Gaius Iulius Verus Maximinus sau Maximinus cel Tânăr, a fost fiul împăratului roman Maximin Tracul și al Caeciliei Paulina.
Maximus a fost ridicat la rangul de Caesar de către tatăl său, Maximin Tracul, în jurul anului 236. Cu toate acestea, el nu a deținut nicio putere reală. 
După Asediul de la Aquileia, în aprilie 238, Maximin și fiul său Gaius Iulius Verus Maximus au fost asasinați la Aquileia de soldați din Legiunea a II-a Parthica, nemulțumiți de anarhia ce stăpânea imperiul.